# Cicurina minorata
Cicurina minorata är en spindelart som först beskrevs av Willis J. Gertsch och Davis 1936.  Cicurina minorata ingår i släktet Cicurina och familjen kardarspindlar. Inga underarter finns listade i Catalogue of Life.